# قرار مجلس الأمن التابع للأمم المتحدة رقم 100
تم بني قرار مجلس الأمن التابع للأمم المتحدة رقم 100 بإجماع الأصوات في 27 أكتوبر 1953 بعد الأخذ علماً بتقرير كبير مراقبي هيئة رقابة الهدنة التابعة للأمم المتحدة في فلسطين يرى المجلس أنه من المرغوب فيه، تعليق الأعمال التي بدأت في المنطقة المنزوعة من السلاح. وأضاف المجلس أنه يعتمد على كبير مراقبي هيئة رقابة الهدنة ليبلغه بشأن تنفيذ ذلك التعهد.

## روابط خارجية
- نص القرار؛ مقاتل من الصحراء